# Liste der Landschaftsschutzgebiete im Landkreis Bayreuth
Im Landkreis Bayreuth gibt es 12 Landschaftsschutzgebiete.

## Hinweise zu den Angaben in der Tabelle
- Gebietsname: Amtliche Bezeichnung des Schutzgebietes
- Bild/Commons: Bild und Link zu weiteren Bildern aus dem Schutzgebiet
- LSG-ID: Amtliche Nummer des Schutzgebietes
- WDPA-ID: Link zum Eintrag des Schutzgebietes in der World Database on Protected Areas
- Wikidata: Link zum Wikidata-Eintrag des Schutzgebietes
- Ausweisung: Datum der Ausweisung als Schutzgebiet
- Gemeinde(n): Gemeinden, auf denen sich das Schutzgebiet befindet
- Lage: Geografischer Standort
- Fläche: Gesamtfläche des Schutzgebietes in Hektar
- Flächenanteil: Anteilige Flächen des Schutzgebietes in Landkreisen/Gemeinden, Angabe in % der Gesamtfläche
- Bemerkung: Besonderheiten und Anmerkungen

Bis auf die Spalte Lage sind alle Spalten sortierbar.
| Gebietsname | Bild/Commons   | LSG-ID       | WDPA-ID | Wikidata  | Ausweisung | Gemeinde(n) | Lage     | Fläche ha | Flächenanteil | Bemerkung |
| --- | -------------- | ------------ | ------- | --------- | ---------- | ----------- | -------- | --------- | --- | --------- |
| LSG Fichtelgebirge | weitere Bilder | LSG-00449.01 | 395957  | Q59634836 | 1990       |             | Position | 62728,01  | Landkreis Bayreuth (31,0 %), Landkreis Hof (9,9 %), Landkreis Kulmbach (0,4 %), Landkreis Wunsiedel (58,7 %)                                      |           |
| LSG Fränkische Schweiz – Veldensteiner Forst im Regierungsbezirk Oberfranken                                                  | weitere Bilder | LSG-00556.01 | 396107  | Q59635232 | 2001       |             | Position | 100393,8  | Landkreis Bamberg (23,2 %), Landkreis Bayreuth (34,0 %), Landkreis Forchheim (25,8 %), Landkreis Kulmbach (4,5 %), Landkreis Lichtenfels (12,6 %) |           |
| LSG Oberer Bleyer im Landkreis Bayreuth                                                                                       |                | LSG-00537.01 | 396088  | Q59637555 | 2000       |             | Position | 5,1       | Landkreis Bayreuth (100 %) |           |
| LSG Oberes Rotmaintal | weitere Bilder | LSG-00532.01 | 396065  | Q59637554 | 2000       |             | Position | 1326,96   | Bayreuth (49,9 %), Landkreis Bayreuth (50,0 %) |           |
| LSG Schloßpark Fantaisie im Gebiet der Stadt Bayreuth und des Landkreises Bayreuth                                            | weitere Bilder | LSG-00317.01 | 395804  | Q59637550 | 1980       |             | Position | 117,89    | Bayreuth (6,1 %), Landkreis Bayreuth (93,9 %) |           |
| LSG Schobertsberg im Landkreis Bayreuth                                                                                       |                | LSG-00292.01 | 395769  | Q59637548 | 1978       |             | Position | 219,2     | Landkreis Bayreuth (100 %) |           |
| LSG Sophienberg |                | LSG-00038.01 | 395475  | Q59637544 | 1954       |             | Position | 347,35    | Landkreis Bayreuth (100 %) |           |
| LSG Steinachtal mit Oschenberg                                                                                                | weitere Bilder | LSG-00504.01 | 396015  | Q59637552 | 1996       |             | Position | 2264,94   | Bayreuth (16,5 %), Landkreis Bayreuth (83,5 %) |           |
| LSG Unteres Rotmaintal im Gebiet der Landkreise Bayreuth und Kulmbach sowie der Stadt Bayreuth                                |                | LSG-00416.01 | 395924  | Q59635624 | 1988       |             | Position | 1133,76   | Bayreuth (7,6 %), Landkreis Bayreuth (20,0 %), Landkreis Kulmbach (72,3 %)                                                                        |           |
| Schutz von Landschaftsräumen im Gebiet der Landkreise Bayreuth und Kulmbach (Trebgasttal)                                     |                | LSG-00291.01 | 395768  | Q59635621 | 1978       |             | Position | 3199,06   | Landkreis Bayreuth (22,4 %), Landkreis Kulmbach (77,5 %)                                                                                          |           |
| Schutz von Landschaftsräumen im Gebiet der Stadt Bayreuth und der Landkreise Bayreuth und Kulmbach (Hohe Warte / Maintalhang) |                | LSG-00554.01 | 396105  | Q59635631 | 2001       |             | Position | 1548,56   | Bayreuth (18,1 %), Landkreis Bayreuth (59,3 %), Landkreis Kulmbach (22,6 %)                                                                       |           |
| Schutz von Landschaftsteilen im Landkreis Bayreuth (LSG Lüchaugraben zwischen Donndorf und Eckersdorf)                        |                | LSG-00044.01 | 395476  | Q59637547 | 1955       |             | Position | 1,81      | Landkreis Bayreuth (100 %) |           |